# Josh Gorges
Josh Gorges (né le 14 août 1984 à Kelowna dans la province de Colombie-Britannique au Canada) est un joueur professionnel canadien de hockey sur glace. Il évolue au poste de défenseur.

## Biographie

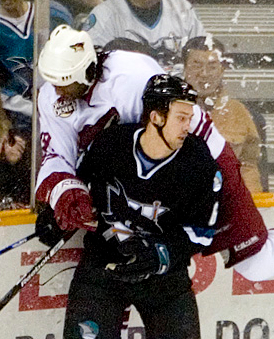
Josh Gorges avec les Sharks en 2006.

Au cours de la saison 2002-2003, Gorges marque 59 points en 54 matchs, aidant ainsi son équipe, les Rockets de Kelowna, à terminer au premier rang de la Ligue de hockey de l'Ouest. Il termine septième pointeur de tous les défenseurs de la LHOu et est élu au sein de l’équipe d’étoiles de l’Association de l’Ouest de la LHOu. En séries éliminatoires, il termine à la 6e des pointeurs de la LHOu avec 20 points en 19 matchs. Ces mêmes statistiques le classent au 2e rang parmi tous les défenseurs de la LHOu et les défenseurs de son équipe. Il participe avec l'équipe LHOu au Défi ADT Canada-Russie en 2003.
La saison suivante, il est capitaine de son équipe, termine à la première place de son équipe avec 31 passes remporte avec Kelowa la Coupe Memorial. Il se classe deuxième des défenseurs de la LHOu et de son équipe, avec 15 points en avantage numérique et 1er ex æquo, au chapitre des passes en avantage numérique en séries durant lesquels il est aussi à la deuxième place de son équipe au chapitre des points et des passes.
Gorges n'a jamais été repêché dans la Ligue nationale de hockey mais il est invité au camp d'entraînement des Sharks de San Jose et obtient une place avec leur club-école, les Barons de Cleveland de la Ligue américaine de hockey. Il bat un record d'équipe, le 15 janvier, face au Crunch de Syracuse, en marquant après 20 secondes, tout au début du match, son premier but avec les professionnels. Au terme de cette saison, il est nommé « recrue de l'année » chez les Barons.
Il joue un total de 96 matchs avec les Sharks de San José et marque 1 but et 9 passes. Il termine 3e au chapitre des tirs bloqués en 2005-2006, avec 76 lancers bloqués, et 4e en 2006-2007, avec 70 lancers bloqués. Le 25 février 2007, il est acquis par les Canadiens de Montréal de même qu'un choix de 1re ronde de 2007 qui est devenu l'attaquant Max Pacioretty contre le défenseur Craig Rivet et un choix de 5e ronde en 2008.
En 2008-2009, il marque son premier but avec Montréal le 24 novembre 2008 contre les Islanders de New York. Il coannaît alors sa meilleure saison avec les Canadiens de Montréal en inscrivant 4 buts et 19 passes, pour un total de 23 points en 81 matchs et termine avec le deuxième meilleur différentiel de l'équipe, +13.
Le 6 janvier 2011, Gorges annonce qu'il arrête sa saison pour subir une opération à un genou. Cette décision est prise par la direction des Canadiens pour soigner une blessure au genou droit qu'il a aggravé au cours d'un match.
Le 22 juillet 2011, il signe un contrat d'un an avec les Canadiens et évite ainsi l'arbitrage. Le 1er janvier 2012, Josh Gorges signe un nouveau contrat, d'une durée de six saisons avec les Canadiens, et d'une valeur de 3,9 millions de dollars par an.
Le 1er juillet 2014, il est échangé aux Sabres de Buffalo contre un choix de 2e ronde au repêchage d'entrée dans la LNH 2016.

## Championnats internationaux
Josh Gorges a contribué à l'obtention de la médaille d'argent en étant capitaine de l'équipe du Canada au Championnat du monde junior de hockey sur glace 2004.

## Trophées et honneurs
- 2003–2004 : Coupe Memorial - Trophée George Parsons
- 2003–2004 : nommé dans la première équipe d'étoiles de la LHOu
- 2004 : Médaille d'argent au Championnat du monde junior
- 2004–05 : recrue de l'année avec les Barons de Cleveland dans la Ligue américaine de hockey
- 2004–05 : joueur de l'année Rubbermaid des Sharks de San José (à égalité avec Douglas Murray)

## Statistiques
Pour la signification des abréviations, voir Statistiques du hockey sur glace.
| Saison     | Équipe                | Ligue      |     | Saison régulière | Saison régulière | Saison régulière | Saison régulière | Saison régulière |   | Séries éliminatoires | Séries éliminatoires | Séries éliminatoires | Séries éliminatoires | Séries éliminatoires |
| Saison     | Équipe                | Ligue      | PJ  | B                | A                | Pts              | Pun              | PJ               | B | A                    | Pts                  | Pun                  |                      |                      |
| 2000-2001  | Rockets de Kelowna    | LHOu       | 57  | 4                | 6                | 10               | 24               | 6                | 1 | 1                    | 2                    | 4                    |                      |                      |
| 2001-2002  | Rockets de Kelowna    | LHOu       | 72  | 7                | 34               | 41               | 74               | 15               | 1 | 7                    | 8                    | 8                    |                      |                      |
| 2002-2003  | Rockets de Kelowna    | LHOu       | 54  | 11               | 48               | 59               | 76               | 19               | 3 | 17                   | 20                   | 16                   |                      |                      |
| 2003-2004  | Rockets de Kelowna    | LHOu       | 62  | 11               | 31               | 42               | 38               | 17               | 2 | 13                   | 15                   | 6                    |                      |                      |
| 2004-2005  | Barons de Cleveland   | LAH        | 74  | 4                | 8                | 12               | 37               | -                | - | -                    | -                    | -                    |                      |                      |
| 2005-2006  | Sharks de San José    | LNH        | 49  | 0                | 6                | 6                | 31               | 11               | 0 | 1                    | 1                    | 4                    |                      |                      |
| 2005-2006  | Barons de Cleveland   | LAH        | 18  | 2                | 3                | 5                | 12               | -                | - | -                    | -                    | -                    |                      |                      |
| 2006-2007  | Sharks de San José    | LNH        | 47  | 1                | 3                | 4                | 26               | -                | - | -                    | -                    | -                    |                      |                      |
| 2006-2007  | Sharks de Worcester   | LAH        | 7   | 0                | 1                | 1                | 2                | -                | - | -                    | -                    | -                    |                      |                      |
| 2006-2007  | Canadiens de Montréal | LNH        | 7   | 0                | 0                | 0                | 0                | -                | - | -                    | -                    | -                    |                      |                      |
| 2007-2008  | Canadiens de Montréal | LNH        | 62  | 0                | 9                | 9                | 32               | 8                | 0 | 1                    | 1                    | 0                    |                      |                      |
| 2008-2009  | Canadiens de Montréal | LNH        | 81  | 4                | 19               | 23               | 37               | 4                | 0 | 1                    | 1                    | 7                    |                      |                      |
| 2009-2010  | Canadiens de Montréal | LNH        | 82  | 3                | 7                | 10               | 39               | 19               | 0 | 2                    | 2                    | 14                   |                      |                      |
| 2010-2011  | Canadiens de Montréal | LNH        | 36  | 1                | 6                | 7                | 18               | -                | - | -                    | -                    | -                    |                      |                      |
| 2011-2012  | Canadiens de Montréal | LNH        | 82  | 2                | 14               | 16               | 39               | -                | - | -                    | -                    | -                    |                      |                      |
| 2012-2013  | Canadiens de Montréal | LNH        | 48  | 2                | 7                | 9                | 15               | 5                | 0 | 0                    | 0                    | 4                    |                      |                      |
| 2013-2014  | Canadiens de Montréal | LNH        | 66  | 1                | 13               | 14               | 12               | 17               | 0 | 2                    | 2                    | 6                    |                      |                      |
| 2014-2015  | Sabres de Buffalo     | LNH        | 46  | 0                | 6                | 6                | 16               | -                | - | -                    | -                    | -                    |                      |                      |
| 2015-2016  | Sabres de Buffalo     | LNH        | 77  | 2                | 10               | 12               | 72               | -                | - | -                    | -                    | -                    |                      |                      |
| 2016-2017  | Sabres de Buffalo     | LNH        | 66  | 1                | 5                | 6                | 50               | -                | - | -                    | -                    | -                    |                      |                      |
| 2017-2018  | Sabres de Buffalo     | LNH        | 34  | 0                | 2                | 2                | 17               | -                | - | -                    | -                    | -                    |                      |                      |
| Totaux LNH | Totaux LNH            | Totaux LNH | 783 | 17               | 107              | 124              | 404              | 68               | 0 | 9                    | 9                    | 35                   |                      |                      |